# Benasau
Benasau – gmina w Hiszpanii, w prowincji Alicante, we wspólnocie autonomicznej Walencja, o powierzchni 9,04 km². W 2011 roku liczyła 174 mieszkańców.